# 경선군
경선군 이백(慶善君 李栢) 또는 원손 이석철(元孫 李石鐵, 1636년 4월 30일(음력 3월 25일) ~ 1648년 11월 2일(음력 9월 18일))은 조선 후기의 왕족이다. 시호는 효헌공(孝憲公)이다.
민회빈 강씨가 수라에 독을 탔다는 의혹을 받고 사사된 뒤, 제주도로 유배되었다가 그곳에서 사망하였다. 1659년(효종 9년) 경선군에 추봉되었고, 1871년(고종 8) 시호가 추서되었다.

## 이력

### 생애
인조의 아들 소현세자와 민회빈 강씨의 장남이며 이름은 백(栢), 처음 이름은 석철(石鐵)이다. 1636년 그가 태어나자 할아버지 인조는 그를 바로 원손이라 칭하게 하고, 그의 탄생을 기념하여 그해 10월 26일 특별 과거 시험을 시행하여 문과 3분소, 무과 2분소에서 시행하고 6백명을 선발했다. 1636년 병자호란이 일어나자 능양군과 함께 남한산성으로 피해 들어갔는데, 이때 능양군은 특별히 그를 챙긴 관료들을 포상하였다.
그러나 아버지 소현세자가 청나라에서 다녀온 뒤 인조과 갈등하던 중, 의문의 독살을 당했다. 이후 그가 왕세손에 책봉되어 후계자가 되어야 했지만 인조는 그를 제치고 봉림대군을 새 세자로 임명하였다. 소현세자 사망 후 모후 민회빈 강씨가 인조의 밥상에 독을 탔다는 이유로 형문을 받고 사사된 뒤, 연좌되어 동생 이석린, 이회 등과 함께 제주도로 유배되었다.
1647년 인조는 명을 내려 제주도로 유배된 삼형제를 한 곳에서 지내게 했다. 그러나 그곳에서 춥고 습기찬 기후로 인한 장독(瘴毒)으로 사망하였다. 그의 개명 시점은 불확실하다. 인조실록, 승정원일기의 인조조 기사에는 석철로 나타나는데, 효종실록 효종 10년의 기사에는 이름이 백으로 등장한다. 
일설에는 1648년 그의 동생 경완군 이석린이 죽던 그 해에 사망했다는 설, 1654년 사망설이 있다. 사망 시점도 불분명하여 음력 8월 사망설, 음력 9월 18일 사망설이 있다.

### 사후
사후 조부 인조의 명으로 아버지 소현세자묘 근처에 장사하라는 명에 의해 제주도에서 운구하여 경기도 고양군 원당면 원당리 37-1(현, 고양시 덕양구 원당동 서삼릉길 233-126) 산 서삼릉역내 소현세자 묘소 오른쪽 언덕에 안장되었다. 그의 묘소는 동생 경완군 묘소 옆에 있으며, 1665년 8월에 묘비가 세워졌다. 1659년(효종 9년) 복권되고 그해 음력 윤달 3월 4일 경선군(慶善君)에 추봉되었다.
그의 이름이 언제 개명되었는지는 알 수 없으나 승정원일기에 의하면 1659년 음력 윤달 3월 4일 소현세자의 자녀들을 선원록에 수록할 때, 이미 그의 이름을 개명했다(則璿源錄中昭顯之子, 只載石鐵名字, 而旣已削去, 其他子女, 則元不懸錄。今因傳敎, 石鐵之名, 則還爲改錄)는 대목이 언급된다.
1871년(고종 8) 3월 9일 고종의 주도로 시호를 받지 못한 왕자들의 시호를 정할 때 대상자로 포함되었으며, 그해 3월 16일 효헌(孝憲)의 시호를 받았다.

## 가족 관계
- 할아버지 : 인조대왕
  - 아버지 : 소현세자
  - 어머니 : 민회빈 강씨
    - 여동생 : 경숙군주(慶淑郡主, 1637년 - 1655년)
    - 동생 : 증 경완군 이석린(慶完君 李石磷, 1640년 ~ 1648년 음력 12월 23일)
      - 양 조카 : 증 임영군 이의저(臨寧君 李義著), 성종의 13째 서자 영산군 이전(寧山君 李恮)의 7대손

    - 여동생 : 경녕군주(慶寧郡主, 1642년 - 1682년) - 행금창부위(行錦昌副尉) 박태정(朴泰定)에게 하가
    - 여동생 : 경순군주 이정온(慶順郡主 李正溫, 1643년 - 1654년) - 황창부위(黃昌副尉) 변광보(邊光輔)에게 하가
    - 동생 : 경안군 이회(慶安君 李檜, 1644년 10월 5일 ~ 1665년 9월 22일) 또는 이석견(李石堅)

  - 부인 :
    - 양자 : 임성군 엽(臨城君 熀, 1665년 ~ ?), 경안군 이회의 차남으로 경선군에게 사후입양되었으나 소생없이 요절
      - 양손자 : 밀남군 감(密南君 堪), 조카 임창군 이혼의 아들

  - 숙부 : 효종

## 같이 보기
- 경안군
- 경완군
- 경숙군주
- 경순군주

1. ↑  승정원일기 155책 (탈초본 8책) 효종 10년 윤 3월 4일 갑자 3/16 기사 1659년  順治(淸/世祖) 16년, 昭顯世子의 子女에게 封爵하는 문제에 관한 宗簿寺의 계